# Fernando Belaúnde Terry
Fernando Isaac Sergio Marcelo Marcos Belaúnde Terry (Lima, 7 de octubre de 1912-Lima, 4 de junio de 2002) fue un arquitecto, estadista, político y orador peruano. Fundador y líder histórico de Acción Popular, ejerció como presidente constitucional de la República del Perú en dos mandatos no consecutivos: de 1963 a 1968 y de 1980 a 1985.
Pertenecía a una familia tradicionalmente ligada a la política, cursó su educación secundaria en París y sus estudios superiores en las Universidades de Miami y Texas en Austin, Estados Unidos, donde obtuvo el título de arquitecto en 1935. Al regresar a Lima, fundó la revista El arquitecto peruano y se dedicó a la docencia en la Universidad Católica y luego en la Escuela de Ingenieros de Lima que, en 1955, se convirtió en la Universidad Nacional de Ingeniería, y de cuya facultad de Arquitectura fue primer decano. Ingresó a la política en 1944, cuando contribuyó a formar el Frente Democrático Nacional (FDN), que propició la candidatura y posterior elección presidencial de José Luis Bustamante y Rivero, en cuya lista fue elegido diputado por Lima (1945-1948).
Al convocarse las elecciones de 1956 fue lanzado como candidato presidencial por el Frente Nacional de Juventudes Democráticas (FNJD), grupo que dio origen al partido  Acción Popular. Impuso su inscripción ante el jurado electoral por medio de una célebre protesta en las calles de Lima conocida como «El Manguerazo». No ganó entonces pero inició una campaña recorriendo todo el país, pueblo por pueblo, bajo el fundamento ideológico «El Perú como doctrina» y «La conquista del Perú por los peruanos». Postuló por segunda vez en las elecciones de 1962, que fueron anuladas ante las sospechas de fraude. Volvió a presentarse en las elecciones de 1963, en alianza con la democracia cristiana, y resultó elegido presidente constitucional para el período 1963-1969. Su gestión estuvo orientada a las grandes obras públicas: construcción de carreteras (principalmente la Marginal de la Selva), aeropuertos, conjuntos habitacionales, reservorios, etc. Asimismo, restituyó el origen democrático de las autoridades municipales; sin embargo, enfrentó una crisis política al no contar con mayoría parlamentaria y, en cuanto a política económica, no pudo controlar la inflación.
Al tratar de resolver el asunto del petróleo con la International Petroleum Company (IPC), suscribió el Acta de Talara que fue calificada por la oposición de entreguista, lo que propició el estallido de la revolución institucional de la fuerza armada, encabezada por el general Juan Velasco Alvarado, el 3 de octubre de 1968. Derrocado y desterrado a Buenos Aires, pasó después a los Estados Unidos, donde se dedicó a la docencia universitaria. Retornó al Perú en 1978, y aunque su partido no participó en la Asamblea Constituyente de 1978, postuló a las elecciones generales de 1980, en donde fue elegido por segunda vez Presidente Constitucional de forma no consecutiva, para la primera mitad de la década. De inmediato convocó a elecciones municipales y restituyó los medios de comunicación expropiados por la dictadura militar a sus propietarios. Debió enfrentar los efectos desastrosos del Fenómeno del Niño, el surgimiento de los grupos terroristas de Sendero Luminoso y el MRTA, y el agravamiento de la crisis económica que ocasionó una oleada de huelgas y paros laborales. No obstante, llevó adelante una política de obras públicas, especialmente en lo referente a la educación, vivienda y carreteras. Finalizado su segundo gobierno, continuó actuando en la política como líder de Acción Popular. Fue uno de los propulsores del Frente Democrático (Fredemo), una alianza de fuerzas políticas de derecha de la que formaba parte su propio partido y que en las elecciones de 1990 lanzó la candidatura del escritor Mario Vargas Llosa, que fue derrotada por la de Alberto Fujimori. Durante el régimen fujimorista actuó en la oposición. A inicios de 2001 transfirió la presidencia de su partido a Valentín Paniagua, quien fue presidente del gobierno transitorio luego de la estrepitosa caída de Fujimori. Ya retirado de la política, falleció al año siguiente a causa de un derrame cerebral.

## Familia

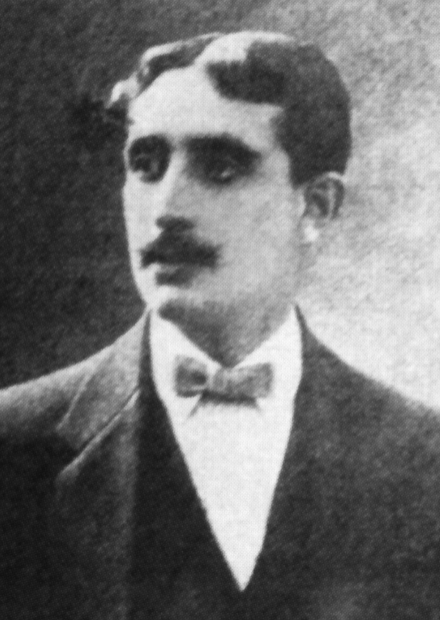
Rafael Belaúnde Diez Canseco, padre de Fernando Belaúnde Terry.

Nació en Lima el 7 de octubre de 1912 en una familia muy ligada a la política. Era hijo de Rafael Belaúnde Diez Canseco y de Lucila Terry García. Su padre fue ministro de Gobierno y presidente del Consejo de Ministros en el gobierno de José Luis Bustamante y Rivero (1945–46). Fueron sus hermanos Rafael, Lucila, Mercedes y Francisco Belaúnde, quien fuera presidente de la Cámara de Diputados en 1980, durante el segundo gobierno constitucional de su hermano Fernando.
Por el lado materno, desciende de la familia Terry, siendo tataranieto de José Antonio Terry Adriano y Álvarez Campana, funcionario realista de origen ítalo-español asentado en Caraz, Áncash a finales del Virreinato.
En 1970 contrajo nupcias con Violeta Correa Miller, hija del exministro de Relaciones Exteriores Javier Correa Elías, el gran amor de su vida. Ya en 1963 se había divorciado de Carola Aubry Bravo, con quien tuvo tres hijos: Carolina Belaúnde Aubry, Rafael Belaúnde Aubry y Fernando Belaúnde Aubry.
Su abuelo Mariano A. Belaúnde de la Torre fue ministro de Hacienda del gobierno de Eduardo López de Romaña (1899–1900); su bisabuelo el general Pedro Diez Canseco Corbacho fue presidente interino en tres ocasiones (1863, 1865 y 1868); y su tío Víctor Andrés Belaúnde fue un destacado intelectual y diplomático, que llegó a ser presidente de la Asamblea General de la ONU en 1959, y ministro de Relaciones Exteriores del Perú en 1957. 
Dentro de la rama familiar de los Belaúnde, Fernando es tío de Miguel Cruchaga Belaúnde, hijo de su hermana Lucila, reconocido arquitecto, catedrático y político, quien en 1985 tuvo a su cargo la organización de la visita de Juan Pablo II, y fue también destacado senador de la República de 1990 al 1992; de Raúl Diez Canseco Terry quien fuera Primer Vicepresidente en el gobierno de Alejandro Toledo; del constitucionalista Domingo García Belaúnde, el diplomático José Antonio García Belaúnde y el político Víctor Andrés García Belaúnde.
Cursó los estudios de primaria en el colegio alemán y en el colegio Sagrados Corazones Recoleta y los de secundaria en el marianista Sainte-Marie de Monceau de París (actual Sainte-Marie d'Antony), entre 1924 y 1930, donde había sido deportado su padre por el gobierno de Augusto Leguía, por su oposición a los planes reeleccionistas de este presidente.

## Vida profesional
Inició sus estudios de ingeniería en la École d’Electricite et Mecanique Industrielles en París, hasta que su familia se trasladó a los Estados Unidos. Allí continuó sus estudios superiores en la Universidad de Miami, donde enseñaba su padre, y luego en la Universidad de Texas en Austin, graduándose de arquitecto en 1935. Posteriormente se mudó a la Ciudad de México (a donde su padre se había trasladado al ser nombrado embajador), ejerciendo como arquitecto por un corto tiempo, en la empresa «Whiting y Torres».
En 1937 regresó a Perú con el propósito de divulgar las nuevas corrientes urbanísticas y a impulsar la profesionalización de la arquitectura en Perú; con tal fin fundó la revista El Arquitecto Peruano. Fue incorporado a la Facultad de Ingeniería de la Pontificia Universidad Católica del Perú ejerciendo brevemente como catedrático de Urbanismo, en 1943.
Si bien es cierto que se dedicó de lleno a la arquitectura, tomó contacto con la política por primera vez cuando ingresó al Frente Democrático Nacional que apoyaba la candidatura presidencial de José Luis Bustamante y Rivero, en las elecciones de 1945. Ese año fue elegido diputado por Lima, gestión en la que logró la aprobación legal de importantes iniciativas técnicas. A él perteneció el primer modelo de vivienda popular que se hizo realidad, la Unidad Vecinal N.º 3. Culminó esta etapa de parlamentario en octubre de 1948 cuando se produjo el golpe de Estado del general Manuel Odría, que derrocó a Bustamante y disolvió el Congreso. 
Reinició entonces sus actividades profesionales, enseñando Urbanismo en la Escuela Nacional de Ingenieros, y en 1950 asumió como jefe del Departamento de Arquitectura de la misma (actual Facultad de Arquitectura de la Universidad Nacional de Ingeniería), siendo el principal gestor de las iniciativas para la construcción de su pabellón propio.  De 1955 a 1960 ejerció como primer decano de la Facultad de Arquitectura de la ya creada Universidad Nacional de Ingeniería (UNI). Dentro de ella propició el establecimiento el Instituto de Planeamiento de Lima (I.P.L.), un instituto con miras al desarrollo local, nacional e internacional.
En 1955 retomó la actividad política que lo llevaría dos veces a la presidencia: de 1963 a 1968 y de 1980 a 1985.
Cuando se convirtió en un exiliado político tras el golpe de Estado de Juan Velasco Alvarado en 1968, Belaúnde retomó una vez más su carrera profesional. Por su destreza y buenas relaciones en su vida profesional, fue invitado por el reconocido arquitecto Walter Gropius, creador de la Escuela de la Bauhaus en Alemania y también exiliado político de su país por efectos de la ideología nazi, para enseñar como profesional y estratega en política en universidades de Estados Unidos, tales como Harvard y aprender nuevas alternativas de concepción del planeamiento y desarrollo de territorios.

## Fundación de Acción Popular
Como muchos de sus contemporáneos, Belaúnde se opuso tenazmente a la dictadura de Manuel Odría (1948-1956), y con el apoyo de jóvenes universitarios formó el Frente Nacional de Juventudes Democráticas en 1955, con la finalidad de lanzar su candidatura a las elecciones del año siguiente. Pero al estar el organismo electoral manipulado por el dictador Odría, se frustró la inscripción, con el pretexto de que no habían logrado las 20.000 firmas exigidas; la razón verdadera era que Belaúnde se perfilaba como rival de talla frente a los candidatos favoritos de la dictadura: Hernando de Lavalle y Manuel Prado Ugarteche.
El 1 de junio de 1956, el día en que se vencía el plazo de inscripción de los candidatos, Belaúnde encabezó un mitin en la plaza San Martín en el centro de Lima, para exigir al Jurado Electoral la inscripción de su candidatura a la Presidencia de la República. Fue aclamado por los integrantes del Frente de Juventudes Democráticas, entre los que se contaban discípulos suyos de la UNI y estudiantes de la Universidad de San Marcos. Figuraban, entre otros, Edgardo Seoane, Javier Alva Orlandini, Javier Velarde Aspíllaga, Carlos Cabieses López, Gustavo Mohme, todos ellos futuros personajes destacados de la política peruana. 
Los manifestantes enrumbaron por el jirón de la Unión con dirección a Palacio de Gobierno; al llegar a la plaza de la Merced les salió al encuentro la policía montada. Esto no amilanó a los indignados seguidores de Belaúnde que a puño limpio, entre ovaciones y silbatinas, se enfrentaron a la policía. Entró en acción el recién estrenado carro rompemanifestaciones (el célebre «rochabús») que disparaba chorros de agua, y los manifestantes retrocedieron. Fue entonces cuando Belaunde, armado sólo de una bandera peruana, lanzó un ultimátum: le otorgaba 24 horas al gobierno de turno para oficializar la inscripción del Frente. Como no hubo respuesta, los manifestantes intentaron nuevamente llegar a Palacio. Belaunde, que iba a hombros de sus partidarios, fue derribado por un chorro de agua que le produjo una herida en la frente. Minutos después llegó la noticia: la inscripción había sido aceptada. 
De esa manera el hasta entonces poco conocido arquitecto ganó portadas en los diarios y radioemisoras. El incidente fue bautizado como el «Ultimátum de La Merced» o «El Manguerazo». El diario La Prensa, bautizó a Belaúnde como el Hombre de la Bandera. Esa fue la verdadera partida de nacimiento de su partido político Acción Popular fundado formalmente poco después, a base del Frente de Juventudes, el 7 de julio de ese mismo año, en Chincheros, Apurímac.
En las elecciones del 17 de junio de 1956, Belaúnde quedó en segundo lugar, superado por Manuel Prado Ugarteche; en total obtuvo 457.638 votos, que equivalía al 36,7% del electorado votante, lo que constituía un buen inicio para un candidato todavía novel. El APRA, entonces proscrito, apoyó a Prado, pues este tuvo la habilidad política de ofrecerle su retorno a la legalidad, originando así la llamada «convivencia» entre el pradismo y el aprismo. Belaúnde se erigió entonces en el líder opositor y su bancada parlamentaria hizo una oposición constructiva al gobierno de Prado.

## «El Perú como doctrina»
Preparándose para las siguientes elecciones, Belaúnde recorrió, con escasos medios móviles, la mayor parte del país en una agresiva campaña publicitaria que cambió radicalmente la forma de hacer política en el Perú. De esta manera inauguró un nuevo estilo de hacer campañas electorales presidenciales: recorriendo por todo el territorio peruano, haciendo conocer las propuestas y promesas; desde entonces todo político postulante a la presidencia ha seguido ese ejemplo del arquitecto Belaúnde. De estos viajes Belaúnde pudo recopilar gran cantidad de datos y ejemplos pormenorizados sobre la vida de los pueblos aislados en todo el territorio peruano, lo que le serviría para poner en práctica sus ideas de gobierno cuando le llegara la oportunidad.
Bajo el lema «el Perú como doctrina», Acción Popular se convirtió así en un partido de masas y en una alternativa democrática y novedosa de las clases medias urbanas no apristas, frente al APRA de tendencia centroizquierdista, la izquierda radical de tendencia soviética e internacionalista y la derecha terrateniente ultraconservadora encarnada en el partido odriísta. También captó a muchos neutrales y apolíticos de ese momento, pues sectores populares y de la alta sociedad se sintieron identificados con el pensamiento de Belaúnde.
De esta época se recuerdan dos hechos anecdóticos. Uno de ellos fue el duelo a sable que tuvo con el parlamentario pradista Eduardo Watson Cisneros, el 17 de enero de 1957, a raíz de un intercambio de comentarios que se consideraron mutuamente ofensivos; luego del enfrentamiento, ambos participantes fueron excomulgados por la Iglesia católica. El duelo no pasó a mayores pero contribuyó a alimentar su fama como hombre arrojado y dispuesto a todo en defensa de sus ideales. El otro incidente fue su prisión en el penal de la isla El Frontón, en mayo de 1959, por su oposición a las medidas tomadas por el gobierno de Prado para resguardar el orden interno; en esa ocasión se lanzó al mar intentando huir a nado pero fue recapturado minutos después por una lancha patrullera, para ser liberado días después.

## Elecciones de 1962 y 1963
Finalizando el segundo gobierno de Manuel Prado, se convocaron a elecciones generales para el 10 de junio de 1962. Los candidatos más favorecidos fueron Víctor Raúl Haya de la Torre, líder del Partido Aprista, Fernando Belaúnde Terry, de Acción Popular (AP), y Manuel Odría, por la Unión Nacional Odriista (UNO). Pero según los primeros escrutinios parecía evidente que ninguno obtendría el tercio requerido por la Constitución. La elección presidencial debía entonces trasladarse al Congreso elegido, en donde lo normal habría sido que se respetara la voluntad popular y se eligiera al que encabezara el resultado final, en este caso Haya de la Torre, como era lo previsible. Pero el antiaprismo de sectores radicales de la derecha y de las fuerzas armadas interfirió una vez más en el proceso político peruano. 
Belaúnde y sus allegados reclamaron la anulación de las elecciones en varios departamentos, aduciendo intentos de fraude. El Comando Conjunto de las Fuerzas Armadas se hizo eco de estas denuncias y presionó al Jurado Nacional de Elecciones para que tomara las medidas correctivas pertinentes. El Jurado electoral consideró esto como una inaceptable interferencia a su labor y continuó el escrutinio, dando a conocer los resultados finales, en los que Haya de la Torre encabezaba con una ligera ventaja sobre Belaúnde:

- Haya de la Torre con 557.047 votos (33,0%).
- Belaunde con 544.180 votos (32,2%).
- Odría con 480.378 votos (28,4%).

Sin embargo, Haya de la Torre declaró su voluntad a renunciar en aras de salvaguardar la democracia. La decisión final debía trasladarse al Congreso, en el cual se produjo una alianza de parlamentarios de la UNO y el APRA para encumbrar al general Odría a la presidencia, lo que se veía como algo contrario a la voluntad ciudadana, y a la vez como una alianza insólita, pues Odría había perseguido a los apristas durante su dictadura. El Comando Conjunto dio entonces un ultimátum al Jurado electoral para que anulara las elecciones y convocara a otras, lo que no consiguió; entonces se produjo el golpe de Estado que derrocó al presidente Manuel Prado, el 18 de julio de 1962, a pocos días de culminar su mandato, instaurándose enseguida una Junta Militar de Gobierno, que procedió a anular las elecciones y convocar a otras. Ese mismo día Belaúnde se acercó a Palacio de Gobierno a felicitar personalmente al general Ricardo Pérez Godoy, el mismo que había encabezado el golpe de Estado.
Las nuevas elecciones se realizaron el 9 de junio de 1963, con la participación de los tres candidatos importantes de la anteriores elecciones, es decir Haya de la Torre, Belaúnde y Odría. Pero esta vez funcionó en contra de Haya de la Torre la teoría del «voto perdido»: para muchos era muy probable que si ganaba nuevamente el APRA los militares insistirían en no reconocer el resultado, por lo que apostaron por Belaúnde, que resultó así triunfador. Los resultados oficiales fueron los siguientes: 

- Belaunde, 708.662 votos (39,1%).
- Haya de la Torre, 623.501 votos (34,4%).
- Odría, 463.085 votos (25,5%).

## Primer gobierno (1963-1968)

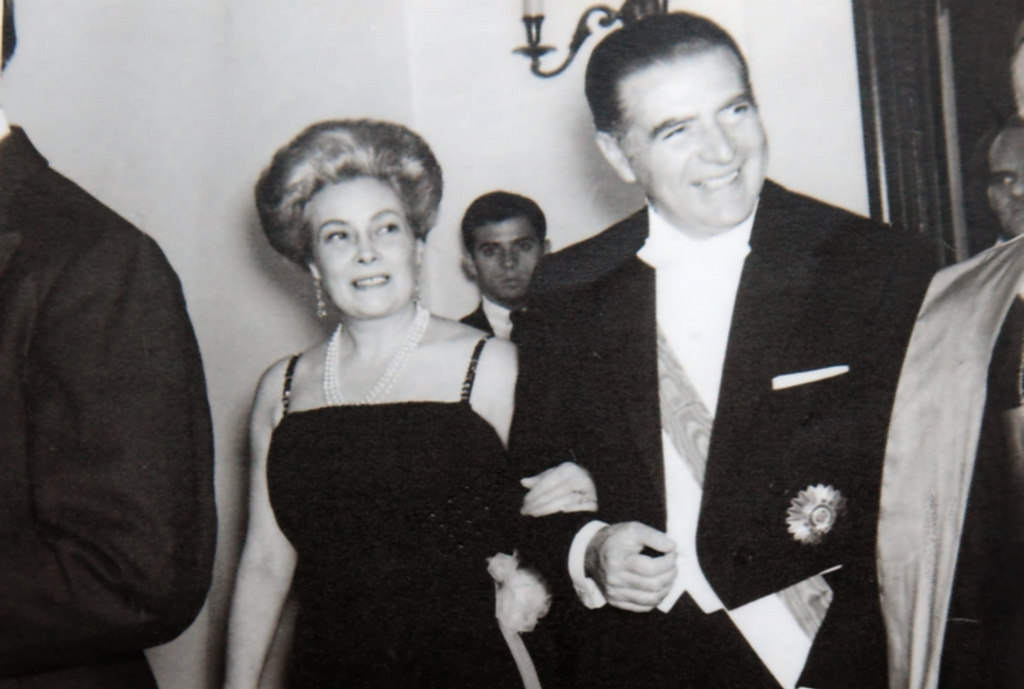
Belaúnde Terry y Ana Coll de Zepeda en 1963.

El 28 de julio de 1963, Belaúnde juró como presidente constitucional del Perú. Políticamente contó con el apoyo del Partido Demócrata Cristiano liderado por Héctor Cornejo Chávez (quien después se pasaría al servicio de los militares golpistas de 1968). 
Hombre de la Alianza para el Progreso, conservador de carácter, Belaúnde siguió una política moderada durante su primer gobierno y emprendió algunas reformas económicas y sociales, que sin embargo no contentaron, ni a las clases populares ni a la clase alta, quienes habían puesto gran expectativa en las promesas electorales del arquitecto. 
Su trabajo fue obstaculizado en el parlamento por la oposición de los partidarios del general Manuel Odría (agrupados en la ultraderechista UNO) y del APRA; estos dos partidos, que años antes habían sido encarnizados enemigos, formaron la llamada COALICIÓN, poniendo en minoría parlamentaria a los representantes de los partidos de gobierno: Acción Popular y la Democracia Cristiana, que formaron la llamada ALIANZA. Estos factores, unidos a la indecisión y falta de autoridad de estadista, impidió la realización de reformas como la agraria, reclamada abiertamente por el APRA y los Partidos de Izquierda.
Durante su mandato se produjeron algunos levantamientos de campesinos en zonas andinas afectadas por la pobreza. También surgieron las primeras guerrillas de inspiración comunista. Una de ellas fue la de Luis de la Puente Uceda, quien después de entregar su hacienda Julcán a sus peones, se alzó en Mesa Pelada, pero fue debelado rápidamente por el ejército. 
Asimismo, durante los primeros años de su administración, se vivió una época de notable bonanza económica, lo que se reflejó en la realización de una serie de grandes obras de infraestructura tendientes a mejorar la existente dejada por sus predecesores Manuel Odría y Manuel Prado, pero financiadas principalmente a base de créditos externos. 
De sus viajes realizados antes de asumir la presidencia, Belaúnde pudo recoger también datos sobre toda una gama de conocimientos y formas de interacción social ancestrales, practicadas en los pueblos que visitó, de esta manera pudo organizar las labores de gobierno que buscaban lograr el trabajo comunitario de los pueblos beneficiarios de la ayuda estatal, de allí que se consolida una oficina nacional llamada «Cooperación Popular» cuyos trabajos realizados en su mayor parte por pobladores guiados por oficiales del gobierno, los finalizaban acuñando la frase: «El Pueblo lo hizo», a modo de inculcar en el imaginario social, lo exitoso que podría ser el trabajo comunal debidamente organizado.
Durante este gobierno se acrecentaron las migraciones internas, del campo a la ciudad, especialmente en Lima, donde surgieron numerosos barrios marginales, que se denominaron después «pueblos jóvenes», que agudizaron el problema de la vivienda y aumentaron el índice de desocupación.

### Conflicto con los pueblos indígenas
Belaúnde sostenía una doctrina llamada "La conquista del Perú por los peruanos", que promovía la explotación de los recursos de la selva amazónica y otras zonas periféricas de Perú mediante la conquista de los pueblos indígenas, afirmando que "sólo volviendo nuestra visión hacia el interior, y conquistando nuestras tierras salvajes como en su día hizo Estados Unidos, Sudamérica alcanzará por fin un verdadero desarrollo". Entre ellas, la Carretera Marginal de la Selva, una carretera que unía Chiclayo, en la costa del Pacífico, con las entonces aisladas regiones septentrionales de Amazonas y San Martín. En 1964, el gobierno de Belaúnde atacó a los matsés con las fuerzas armadas peruanas y aviones de combate estadounidenses que lanzaron napalm sobre los grupos indígenas armados con arcos y flechas, matando a cientos de personas.

### Aspecto económico
El lado débil del gobierno fueron las cuestiones económicas, hacendarias y monetarias. No tanto las económicas propiamente dichas. El país, sin apartarse de la política de libre cambio y de estímulo de la inversión privada, continuó mejorando. De 1963 hasta 1967, las exportaciones aumentaron de 540 millones de dólares a casi 800 millones. La pesquería, sobre todo la harina de pescado, así como el aumento de la producción minera, permitieron alcanzar esas alentadoras cifras. Sin embargo, el gasto público aumentó considerablemente y se produjo un proceso inflacionario que llevó a una brusca devaluación de la moneda nacional, en un 40 %, el 1 de septiembre de 1967. El dólar pasó de S/. 26.80 a S/. 38.70. Asimismo se elevó la deuda externa, que para fines del régimen llegó a los 800 millones de soles. Ante esta crítica situación que afectaba directamente a los bolsillos de los ciudadanos, la oposición arremetió y el gobierno dio muestras de desgaste. El descontento aumentó aún más al destaparse la comisión de algunos casos de contrabando de los que miembros del gobierno presuntamente se habían beneficiado; pero la que daría la estocada final al régimen sería el escándalo de la «página once».

### Obras de su primer gobierno

Armas como caballero de Carlos III.

- Se restituyeron las elecciones municipales, para que los ciudadanos eligieran con su voto a los alcaldes y regidores a nivel de consejos distritales y provinciales. En las primeras de estas elecciones, realizadas el 16 de diciembre de 1963, ganó Luis Bedoya Reyes en Lima, en representación de la ALIANZA (Acción Popular más Democracia Cristiana).
- Se inició la reforma agraria que afectaría principalmente a los latifundios no cultivados de la sierra y la costa, pero sin tocar a los que tenían un rendimiento eficiente, como los agroindustriales de la costa. La idea era indemnizar a los propietarios afectados, sin confiscaciones violentas.
- Por ley N.º 15.260 del 14 de diciembre de 1964 se normó y fomentó el cooperativismo en el Perú.
- Se crearon las Corporaciones Departamentales de Desarrollo, con el fin de descentralizar la administración.
- Se elaboró un Plan Vial Nacional para la construcción de un sistema de vías de comunicación que integrase las áreas de producción, agrícolas sobre todo, con los diversos mercados urbanos. Muchas de estas vías se construyeron con el programa de Cooperación Popular y con créditos internacionales.
- Se empezó a construir la famosa Carretera Marginal de la Selva (hoy carretera Fernando Belaúnde Terry) para unir esa región, hasta ese momento casi aislada, con la sierra y la costa, así como para interconectarla con los países vecinos. La carretera parte de Chinchipe, en la frontera con Ecuador en el norte, hasta llegar hasta el río Heath, en el departamento de Madre de Dios, en el sur.
- Se amplió la Central Hidroeléctrica del Cañón del Pato en Áncash y se inició la del Mantaro en Huancavelica.
- Se construyó la primera etapa del Reservorio de Tinajones, en Lambayeque, para mejorar la actividad agrícola y ganadera en la zona norte.
- Se construyeron las represas de Pañe y Aguada Blanca, en Arequipa.
- Se construyó la refinería de La Pampilla, en Ventanilla, rompiendo así el monopolio de refinación de crudos que hasta entonces ejercía la compañía transnacional IPC.
- Se dio el impulso final a la fábrica de fertilizantes de Cachimayo.
- Se ampliaron las instalaciones siderúrgicas de Chimbote, la más importante acería del país.
- Se apoyó al Servicios Industriales de la Marina (SIMA), lo que hizo posible poner a flote unidades de gran tonelaje construidas en astilleros del Perú.
- Se construyó la estación terrena de Lurín, con la cual el Perú entró a la era espacial y a las comunicaciones vía microondas.
- Se creó el Banco de la Nación, que reemplazó a la Caja de Depósitos y Consignaciones, con la finalidad de facilitar la captación de impuestos de los contribuyentes
- Se adquirieron de Francia aviones Mirage para la Fuerza Aérea del Perú. La Marina de Guerra y el Ejército pudo también renovar su material bélico.
- Haciendo honor a su profesión de arquitecto, fue muy vasta su obra en la construcción y fomento de vivienda para sectores menos favorecidos y de clases medias profesionales. En numerosas ciudades del país se levantaron grandes complejos habitacionales para sectores populares, profesionales de la educación y policías y se urbanizó gran parte de las principales ciudades de la costa y sierra peruanas. En Lima destacó la residencial San Felipe.
- En el Callao se terminó la construcción del Aeropuerto Internacional Jorge Chávez y se refaccionaron y construyeron otros aeropuertos en las más importantes ciudades de la nación.
- El país gozó de una importante inversión en salud y educación, a los que se destinaron la proporción más alta de capitales estatales con respecto a los gastos públicos hechos en la historia del país, hasta ese entonces.
- En el campo educativo se estableció la gratuidad de la enseñanza en todos los niveles, desde Inicial hasta Superior, y se crearon nuevas universidades y escuelas normales, tanto estatales como particulares.
- En el plano internacional, Belaúnde participó en la conferencia de presidentes americanos realizada en Punta del Este, Uruguay en 1966.
- Desde el primer día de su gobierno, Belaunde planteó el proyecto de la carretera marginal de la selva que, una vez concluida, uniría la región de Arauca, en la frontera entre Colombia y Venezuela, con el terminal ferroviario de Santa Cruz en Bolivia, luego de recorrer una amplia extensión de la Amazonía peruana.

Catástrofes sucedidas en este período fueron el terremoto de Lima y Callao de 1966 y la tragedia del Estadio Nacional del 24 de mayo de 1964, donde perecieron unas 312 personas.

### El Acta de Talara y el escándalo de la página 11
Al asumir la presidencia Belaúnde ofreció resolver el problema de La Brea y Pariñas en 90 días. Este era un pleito vergonzoso para la nación y que tenía ya varias décadas sin resolverse; consistía en que la compañía norteamericana International Petroleum Company (IPC) venía explotando ilegalmente los yacimientos petrolíferos de La Brea y Pariñas, situados en el norte del Perú, sin aportar al fisco el monto adeudado, que se había venido acumulando al pasar los años.
Belaúnde envió al Congreso un proyecto para declarar nulos los llamados Acuerdo, Convenio y Laudo de París (firmados en tiempos de Augusto B. Leguía y que favorecían a la IPC) y solicitó que los campos de La Brea y Pariñas pasaran a poder de la Empresa Petrolera Fiscal (entidad estatal). El Congreso dio la Ley N.º 14.696, que declaraba nulo el Laudo, pero no se pronunció sobre el segundo punto. El Poder Ejecutivo promulgó la ley el 4 de noviembre de 1963, quedando autorizado para buscar una solución al viejo problema.
En julio de 1968, ante las presiones de los grupos de poder económico, se iniciaron tratos con la IPC en Palacio de Gobierno. El 13 de agosto se firmó el Acta de Talara por el cual todos los campos petroleros pasaban a poder de la Empresa Petrolera Fiscal (EPF), mientras que la IPC conservaba la refinería de Talara, el sistema de distribución nacional del combustible y las llamadas Concesiones Lima. La IPC se obligaba a comprar todo el petróleo que la EPF le quisiera vender, para procesarla en su obsoleta refinería de Talara. 
El Acta fue firmada por el presidente Belaúnde, por el presidente del Senado Carlos Manuel Cox, por el presidente de la Cámara de Diputados Andrés Townsend y por los altos funcionarios de la IPC. Toda la prensa se hizo eco de este suceso y publicaron en primera plana el fin del «Problema de la Brea y Pariñas», contentando así a la opinión pública.
Sin embargo, la opinión pública cambió cuando un sector de la prensa (la revista Oiga) dio a conocer las condiciones que había impuesto la IPC para la firma del Acta. El momento cumbre del escándalo llegó cuando el renunciante presidente de la EPF, ingeniero Carlos Loret de Mola, denunció que faltaba una página en el contrato de precios de petróleo crudo entre la EPF y la IPC (10 de septiembre de 1968). Esa fue la famosa «Página Once» que sirvió de pretexto para que un grupo de oficiales del ejército dieran un golpe de Estado menos de un mes después, acusando al gobierno de «entreguismo».
Sobre la «página once» se ha escrito mucho en el Perú. Algunos le atribuyeron una gran importancia pues, al parecer, contenía valiosa información sobre costos; otros adujeron que sólo era una página en blanco y hubo incluso algunos que negaron su existencia.

### El golpe de Estado de 1968

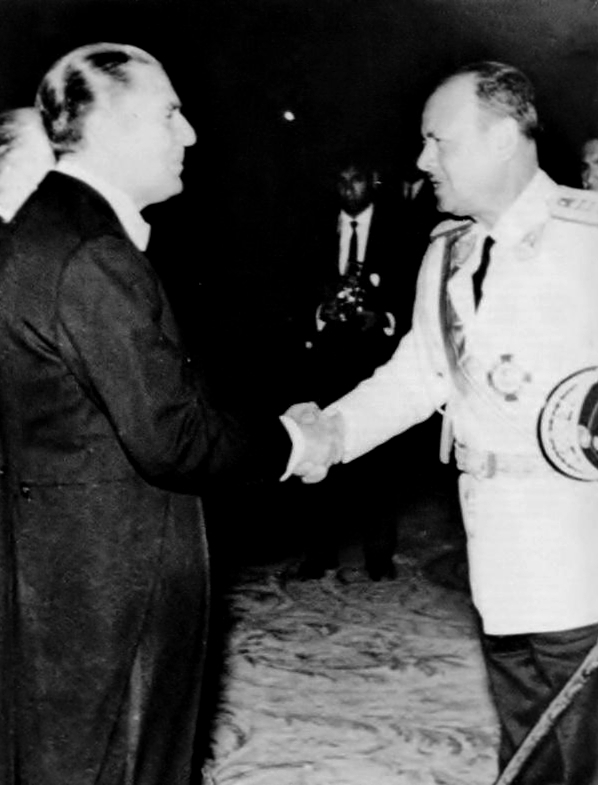
Después de la juramentación de nuevo Gabinete de Belaúnde, presidido por Miguel Mujica Gallo, Velasco despide y estrecha la mano de Belaúnde, horas antes de dar su Golpe de Estado.

El jueves 3 de octubre de 1968, a pocos meses de terminar su gobierno, Belaúnde fue derrocado por un grupo de militares de las fuerzas armadas, liderados por el general Juan Velasco Alvarado, en ese momento presidente del Comando Conjunto de las Fuerzas Armadas del Perú, quien lo acusó de coludirse con los intereses del capital internacional y de no haber tenido la voluntad de realizar las reformas sociales que se consideraban necesarias. Días después, el 9 de octubre, Velasco, ya como jefe de Gobierno, anunció en forma dramática que el ejército acantonado en Piura y al mando del general Fermín Málaga Prado ingresaba en esos momentos en Talara, asumiendo el control de la refinería, hasta entonces de propiedad de la IPC. Ese día fue designado como el Día de la Dignidad Nacional, que fue celebrado durante los años que duró el gobierno militar.
La «página once» fue el pretexto para el golpe; las razones verdaderas fueron evidentemente otras, pues se sabe que desde mucho antes que estallara dicho escándalo el grupo de oficiales del Ejército conocidos como los «coroneles nasseristas» venían planeando el golpe. Se ha teorizado como móvil importante el antiaprismo aun remanente entre los militares, pues se avecinaban las elecciones generales de 1969 en las que se vislumbraba el triunfo del líder aprista Haya de la Torre. Los militares nacionalistas, con Velasco a la cabeza, justificaron su levantamiento por razones de justicia social.
Belaúnde fue deportado a Argentina, y en los siguientes años vivió en los Estados Unidos, trabajando como catedrático en las Universidades Johns Hopkins, Harvard, American, Columbia y George Washington. Para 1970, se casó legalmente en segundas nupcias con la joven dirigenta acciopopulista Violeta Correa que hasta ese momento se desempeñaba como su secretaria y asistente personal. Antes había estado casado con la señora Carola Aubry con quien tuvo tres hijos y de la que se divorció en 1963. En 1970 recibió en la Bienal de Rimini la medalla de oro por el proyecto de la Carretera Marginal de la Selva.

## Las elecciones de 1980

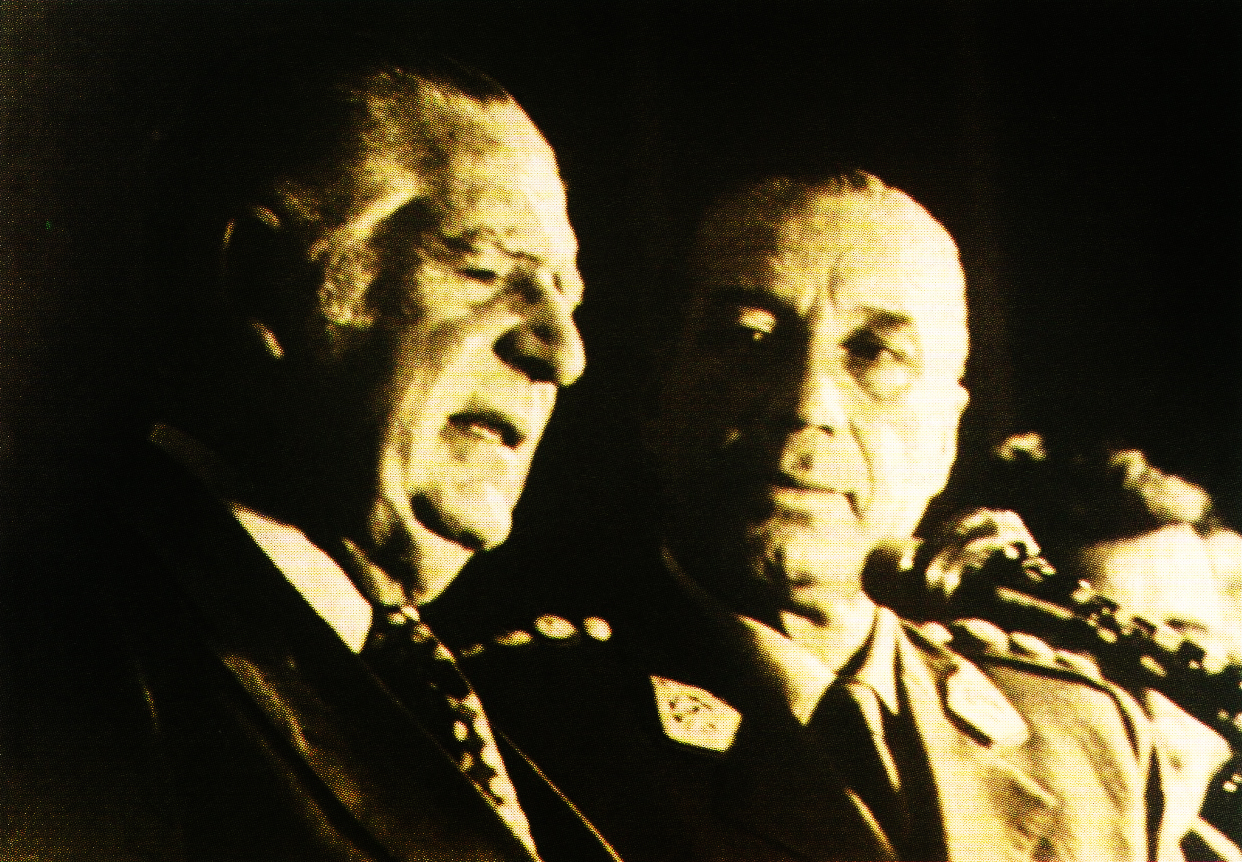
El general Francisco Morales Bermúdez cedió el gobierno a Fernando Belaúnde, ganador de las elecciones de mayo de 1980.

Luego de un intento frustrado de retorno en 1974, Belaúnde regresó al Perú en 1978, cuando aún regía la dictadura militar (la llamada «segunda fase», con el general Francisco Morales Bermúdez a la cabeza), que por entonces convocó a una Asamblea Constituyente cuya misión sería redactar una nueva Constitución en reemplazo de la de 1933. Esta Constituyente, que se desenvolvió de 1978 a 1979 bajo la presidencia de Haya de la Torre, no contó con la participación del partido Acción Popular, ya que Belaúnde se opuso, ya que era partidario de hacer solo algunas reformas a la Constitución de 1933 y no de reemplazarla totalmente por otra. Sin embargo, cuando ya bajo el mandato de la nueva Constitución, la dictadura militar convocó a elecciones generales para presidente y los miembros del Congreso, Belaúnde decidió participar en dicho proceso eleccionario.
Las elecciones generales se realizaron el domingo 18 de mayo de 1980. Belaúnde salió vencedor con más del 45% de los votos, frente al 28% del candidato del APRA Armando Villanueva, su más cercano contendor, y el 10% de Luis Bedoya Reyes candidato del Partido Popular Cristiano (PPC). La izquierda marxista, que lanzó varias candidaturas, obtuvo en conjunto un reducido porcentaje de votos.

## Segundo gobierno (1980-1985)

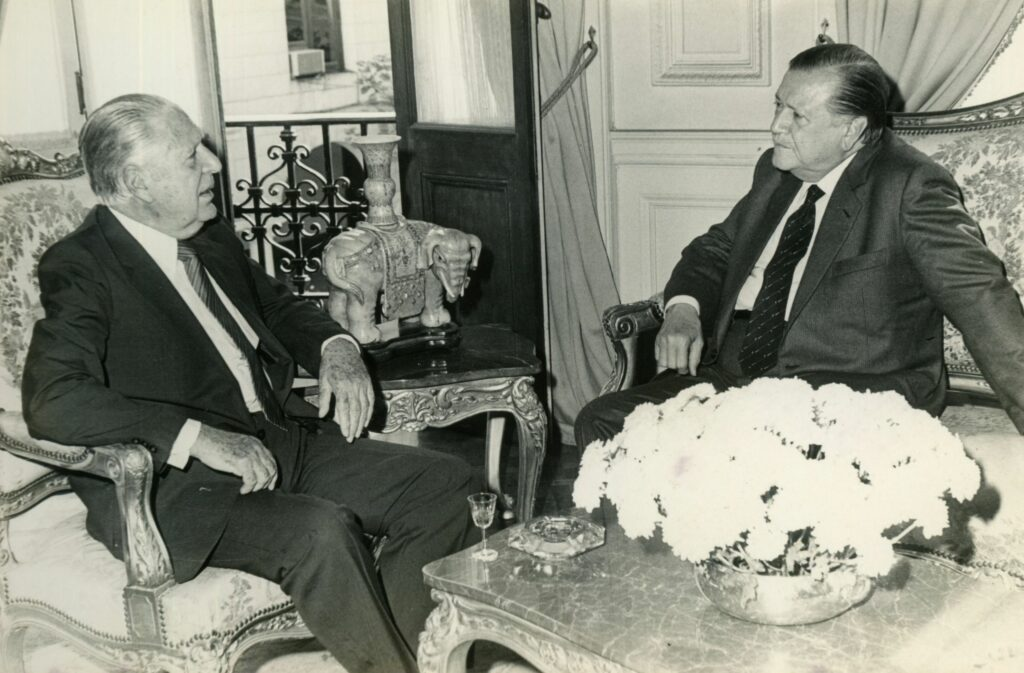
Belaúnde Terry y el expresidente venezolano Rafael Caldera en 1984.

Belaúnde juramentó la presidencia el 28 de julio de 1980. Se pusieron grandes expectativas en este su segundo gobierno que se iniciaba. Se auguró una plena restauración democrática. En el parlamento, su partido, Acción Popular, hizo un pacto con el PPC, asegurando así una amplia mayoría parlamentaria, la que no había tenido durante su primer gobierno.
Belaúnde cumplió una de sus promesas electorales: devolver inmediatamente los medios de comunicación expropiados por los militares a sus reales propietarios, poniendo asimismo fin a la censura. Mas no quiso revertir la expropiación de las tierras hechas al amparo de la reforma agraria (que había liquidado al feudalismo agrario en el país), presumiblemente para no ocasionar un estallido social en el campo. 
Se rodeó de un equipo económico liberal, liderado por Manuel Ulloa, director del diario Expreso y ministro de Economía de su gobierno, que desplazó a varios de los antiguos dirigentes de Acción Popular. Las reformas económicas propuestas, sin embargo, no pudieron ser aplicadas en su mayor parte. Sin embargo, se construyeron otros grandes complejos de vivienda en Lima y en varias ciudades y se refaccionó la infraestructura urbana y rural en casi todo el país.
También empezó a desmantelar el tinglado construido por el gobierno de Velasco, iniciado previamente por Morales Bermúdez, a excepción de las expropiaciones hechas a los terratenientes conocidos en su tiempo como «Los Barones del Azúcar».

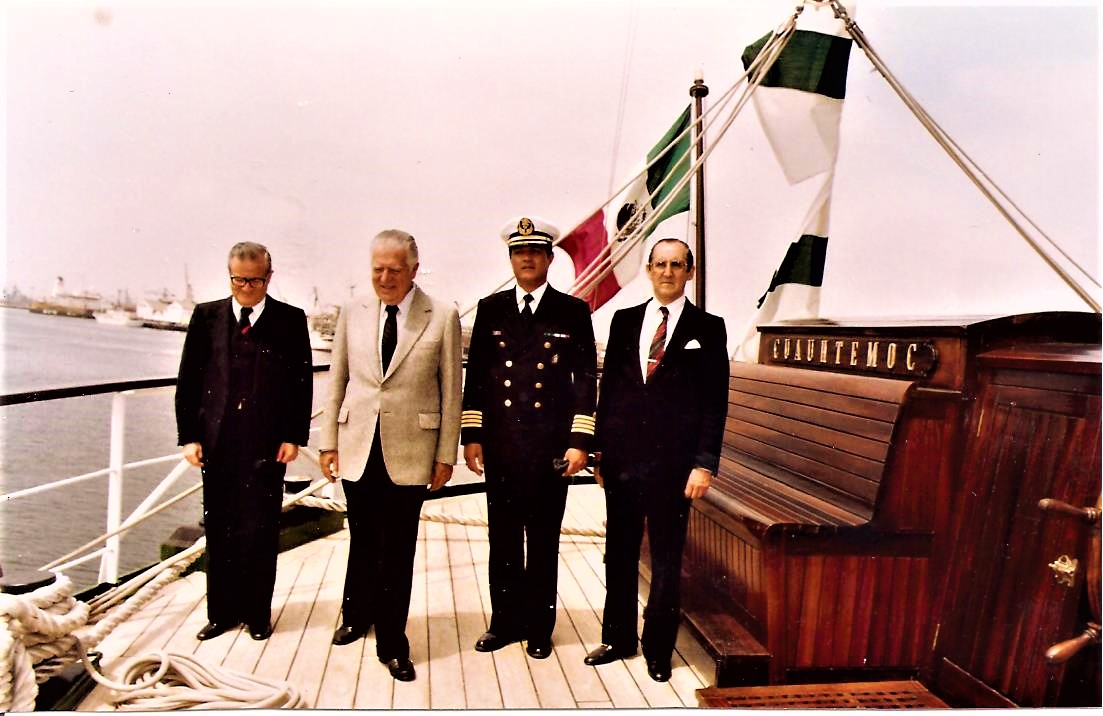
Belaúnde a bordo del ARM Cuauhtémoc (BE-01), buque escuela de la Armada de México, con el embajador Ismael Moreno Pino, destacado jurista y diplomático mexicano.

### Crisis en la embajada de Perú en Cuba
Apenas tomó posesión del gobierno, Belaúnde se enfrentó a esta crisis, que se originó en enero de 1981 cuando 24 cubanos que buscando escapar del régimen impuesto por Fidel Castro en Cuba, ingresaron violentamente en un autobús a la Embajada del Perú en La Habana. El embajador peruano Edgardo de Habich y Palacio permitió el ingreso de las fuerzas especiales cubanas para desalojar a los invasores, esta acción le costó el puesto al embajador por no haber recibido la autorización del gobierno peruano. 
El 28 de marzo fue el segundo ingreso de cubanos en la embajada y el 1 de abril fue el tercer ingreso realizado bajo fuego por parte de la milicia cubana; en este incidente resultó muerto un militar cubano. Fidel Castro exigió al gobierno peruano que entregará a los cubanos refugiados en la embajada. Frente a la negativa del Perú de hacerlo, Fidel Castro lanzó un comunicado de prensa el día 4 de abril, por el cual retiraba la seguridad a la sede diplomática por lo que «dicha sede queda abierta para todo aquel que quiera salir del país». Ya para el domingo 6 de abril habían entrado 10.803 cubanos en la Embajada de Perú.
La crisis culminó en junio de 1981 cuando se concedieron visas humanitarias a los refugiados, España dio 350 visas, Canadá 600, Costa Rica 250 y Perú 750. Llegaron al Perú 450 cubanos, cifra que aumentó a 742 para agosto. La mayoría fue instalada en un campo de refugiados en el parque Túpac Amaru de San Luis. La mayoría de los asilados en Perú volvió a emigrar.

### Conflicto con Ecuador
En 1981, se produjo un conflicto con Ecuador por la ocupación de una zona fronteriza en disputa en el norte peruano denominada Cordillera del Cóndor, en donde tropas ecuatorianas habían montado ilegítimamente un puesto militar. El presidente Belaúnde denunció que el gobierno de Ecuador había desplazado su puesto fronterizo denominado «Paquisha» varios kilómetros dentro de territorio peruano, para de esta manera luego sostener que dicha instalación siempre había estado allí. Por ello, el presidente Belaúnde denominó a este puesto como «Falso Paquisha», a efectos de dar a conocer al mundo el ardid ecuatoriano. 
Afortunadamente, la escalada se previno gracias a una rápida acción militar y diplomática. El año 1995 durante el gobierno del presidente Alberto Fujimori, se produjo un nuevo enfrentamiento en la misma zona, al cual se denominó «Conflicto del Cenepa». La intervención de los países garantes (Estados Unidos, Argentina, Brasil y Chile) coadyuvó a que el Perú y Ecuador suscriban en 1998 la Declaración de Paz de Itamaraty, con la que se cerró definitivamente la frontera sobre la base de los límites que habían sido establecidos por el Protocolo de Río de Janeiro de 1942, tal y como había sostenido siempre el Perú.

### Guerra de Las Malvinas

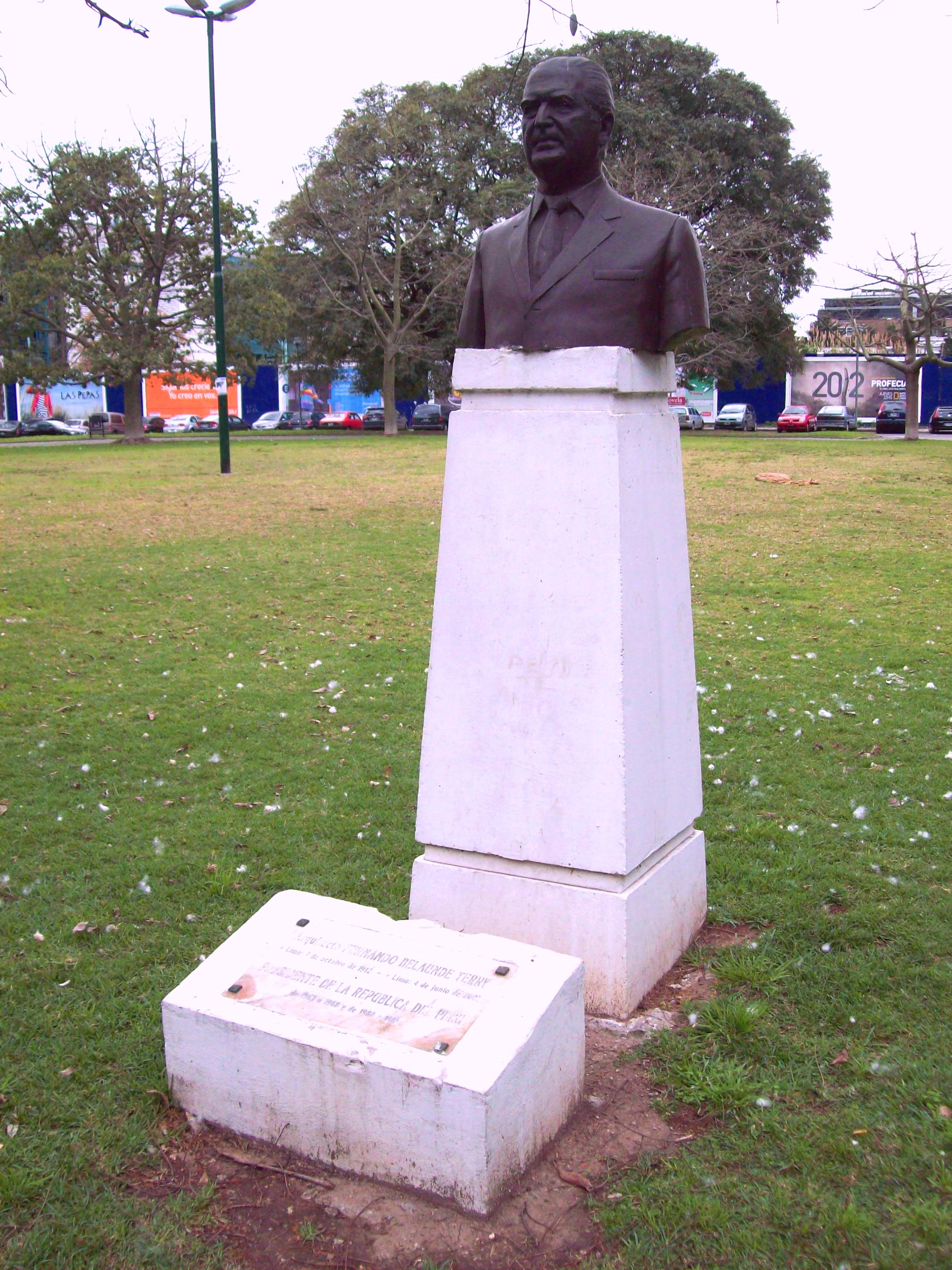
Monumento a Fernando Belaúnde en Plaza Perú, ciudad de Buenos Aires. Escultura de Franco Ochoa.

Durante la guerra de Las Malvinas, el Perú fue el principal aliado de Argentina contra el Reino Unido, se alineó decididamente a favor de Argentina y llamó a la integridad sudamericana.
Con la frase «el Perú está listo para apoyar a la Argentina con todos los recursos que necesite», Belaúnde se dispuso a concretar dicho apoyo, que incluía aviones y pilotos de la Fuerza Aérea, barcos de la Marina de Guerra y médicos de la Policía Nacional del Perú.
Durante el conflicto bélico, y a raíz de la inmediata ruptura de las relaciones diplomáticas entre ambos estados beligerantes, el Perú representó los intereses diplomáticos de la Argentina en el Reino Unido de Gran Bretaña e Irlanda del Norte. 
Así, los diplomáticos argentinos destacados en Londres, se convirtieron en diplomáticos peruanos de nacionalidad argentina. Durante el transcurso del conflicto bélico, el acoso del Servicio de Inteligencia británico a la Embajada peruana en Londres y a sus funcionarios diplomáticos fue tal que originó como respuesta mensajes de distracción. 
El Perú sirvió de puente para enviar misiles antibuques franceses MBDA Exocet a Argentina. Además organizó una campaña de ayuda a nivel nacional a este país. Está probado que poco antes de terminar el conflicto, a comienzos de junio de 1982, secretamente viajaron a la base Tandil primero y de allí a la de Bahía Blanca, 10 aviones peruanos Mirage M-VP (M-5P) vendidos a precio simbólico para suplir las pérdidas sufridas por la FAA (El Texto «Falklands: The Air War» incluye una fotografía).
Belaúnde sirvió de mediador en el conflicto y propuso soluciones a ambos países. Sin embargo sus propuestas diplomáticas fracasaron cuando el gobierno británico de Margaret Thatcher ordenó hundir un crucero argentino que transportaba cientos de militares de las islas Malvinas de regreso a la Argentina y navegaba fuera del área de exclusión decretada unilateralmente por el Reino Unido.
Días antes de finalizar su período, el gobierno argentino presidido entonces por Raúl Alfonsín, quien viajó personalmente hasta Lima, lo condecoró con la máxima distinción del Estado argentino.

### Sendero Luminoso y la crisis de fin de gobierno
Durante los tres últimos años de su gobierno, el país afrontó diversas crisis. Entre 1982 y 1983 se desató el Fenómeno de El Niño, que golpeó fuertemente a la costa norte de Perú, lo cual repercutió fuertemente en diversas actividades productivas, así como en la infraestructura, lo que produjo un retroceso en la economía. A partir de 1983, la caída de los precios de los metales desencadenó una preocupante crisis económica, que se evidenció con las dificultades para el pago de la deuda externa, un fuerte aumento de la inflación y la devaluación del sol.
Otro incidente de gravedad ocurrido en su gobierno fue la debelación del motín del penal El Sexto, reclusorio ubicado en el centro de Lima. En la mañana del martes 27 de marzo de 1984 un grupo de 60 reclusos tomó como rehenes a varias personas que visitaban el penal para entregar donaciones que ayudarían a paliar las duras condiciones carcelarias del viejo recinto, reclamando el fin de los abusos, mejor alimentación y vehículos para salir del penal. Entre los rehenes se encontraba la esposa del Embajador de Venezuela. Enterado de estos hechos, el presidente ordenó las negociaciones para poner fin al problema; sin embargo, los reclusos se mantuvieron inflexibles y acrecentaron su violencia, asesinando frente a las cámaras de televisión a dos de los rehenes. 
Por la noche el motín fue debelado por un grupo especial de la Guardia Republicana (hoy disuelta) que ultimó a 22 internos, hirió a 40 y dispersó al resto. Este hecho fue el más violento de ese año, incluso el ministro del Interior de aquella época no dudó en declarar que el motín tuvo una inspiración directa de Sendero Luminoso, debido a que varios de sus integrantes estaban recluidos en el viejo penal, el mismo que fue desalojado y clausurado al año siguiente.
Sin embargo, el problema más grave que debió enfrentar el gobierno de Fernando Belaúnde fue el accionar de la organización terrorista maoísta Sendero Luminoso, dirigida por Abimael Guzmán. Este grupo declaró la guerra al Estado peruano en el departamento de Ayacucho en mayo de 1980. A partir de 1983, Sendero Luminoso intensificó su campaña, imponiendo un terrorífico régimen de violencia extrema en el sur andino y asesinando indiscriminadamente a miles de campesinos, profesionales, comerciantes y autoridades locales, miles de sus militantes fueron asesinados salvajemente por Sendero Luminoso. 
Los hechos más graves sucedidos en este tiempo fue la masacre de Uchuraccay (26 de enero de 1983) donde ocho periodistas fueron asesinados por los moradores de dicho distrito andino al confundirlos con militantes de Sendero; y la masacre de Putis, donde cerca de doscientos civiles fueron masacrados por una unidad del ejército al ser confundidos también con militantes de Sendero y enterrados en un conjunto de fosas comunes clandestinas. La reacción del presidente ante estos graves sucesos; sin embargo, fue secreta, dubitativa y en ocasiones dudosa. 
Ante la escalada terrorista, se declaró el Estado de Emergencia y se envió a las Fuerzas armadas y las Fuerzas Policiales a combatir a los extremistas. La libertad de expresión devino en libertinaje por los medios de comunicación de la época, que destacaban con grandes titulares las acciones de los «narcoterroristas» término que con el que se reveló el pacto existente entre el narcotráfico y las huestes terroristas de Guzmán Reynoso; en el Parlamento, la oposición pedía más energía a Belaúnde, quien siempre prefirió el camino constitucional.
En agosto de 1983, la organización Amnistía Internacional envío una carta al presidente Fernando Belaúnde en la que señalaba que las fuerzas de seguridad del Estado habían ejecutado sumariamente a centenares de pobladores en la región andina, sobre todo en la zona de Ayacucho, en operaciones contra Sendero Luminoso. Según indicaron, funcionarios cercanos en ese momento al Presidente, Belaunde desatendió el informe, y manifestó: «Las cartas de Amnistía Internacional van al tacho de basura […] yo no las acepto».
En 1984, el general Adrián Huamán Centeno, jefe político-militar de la zona de emergencia de Ayacucho, escribe a Belaunde recomendando a este que cambiara la estrategia de lucha antisubversiva. Pedía que se incrementara la inversión pública, así como emprender una reforma política y social en la zona de emergencia. Para Huamán lo que pasaba en Ayacucho no era casual, Sendero se alimentaba de la pobreza y exclusión de siglos, y debía combatirse dando mejores condiciones de vida a los ayacuchanos, invirtiendo en infraestructura, y castigando a funcionarios públicos y autoridades políticas corruptas. Huaman denunciaba en 1984, algo que hasta ahora sucede, a jueces que cobran coimas a quienes pedían justicia. Las respuesta fue la destitución de Huamán el 28 de agosto de 1984.

### Obras de su segundo gobierno

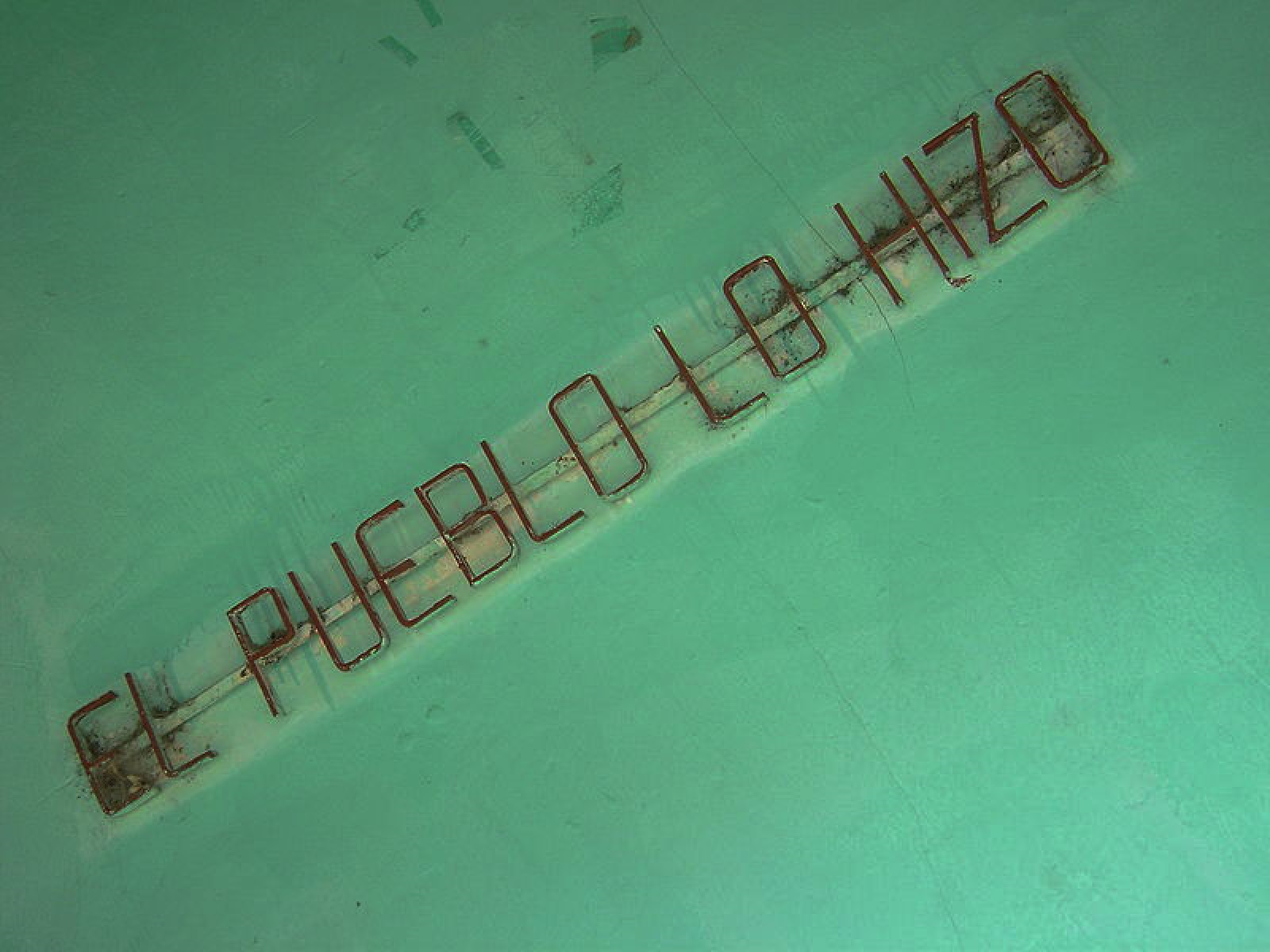
El pueblo lo hizo, era la frase que solía repetir Belaúnde al contemplar las obras realizadas por los pobladores con la ayuda de su gobierno. Huari, Áncash.

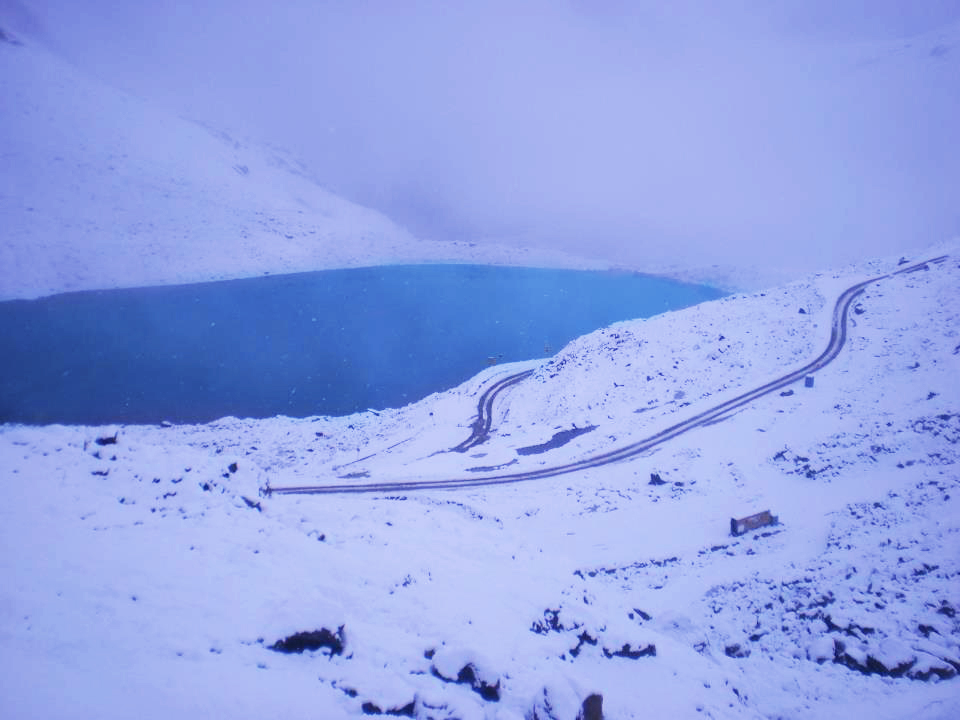
Laguna Belaúnde en la Cordillera Blanca, Áncash. Renombrada por los chacasinos en honor al apoyo brindado durante la construcción de la ruta AN-107 en Áncash y la creación de su provincia entre 1981 y 1984.

- Se devolvió a sus propietarios los diarios y estaciones de televisión y radiodifusión expropiadas por la dictadura militar.
- Se restauró el origen democrático de las autoridades municipales, convocándose de inmediato a elecciones (1980). En Lima triunfó Eduardo Orrego Villacorta, de Acción Popular, que en 1983 fue sucedido por Alfonso Barrantes, representante de la izquierda marxista unificada.
- Se promulgó una nueva Ley de Reforma Educativa, desechándose lo que se había hecho durante el gobierno militar (1972), retornándose a la estructura educacional de Primaria-Secundaria-Superior. Se conservó de la anterior reforma el nivel de Educación Inicial, como antesala de la primaria.
- Se reconstituyó Cooperación Popular, cuyo objetivo fue apoyar obras de infraestructura básica y promover la participación popular en las obras, incluyendo convenios con distintas comunidades que proponían sus propios proyectos de desarrollo.
- Se crearon las Corporaciones de Desarrollo Departamentales (CORDES), instancias de gobierno regional en las que participaban los alcaldes provinciales, los representantes de organizaciones y gremios locales, así como los representantes del gobierno central. Estas Cordes discutían en asambleas proyectos de desarrollo; el gobierno central dotaba a cada Corde de los medios necesarios, pero cada una de ellas debía buscar sus propios recursos.
- Se fundó la Ciudad Constitución, en plena selva central, en el departamento de Pasco, en la margen derecha del río Palcazu, a unos 12 km del río Pachitea, con la idea de convertirla en el eje geopolítico del Perú.
- Se construyeron las represas de Condoroma en Arequipa y Gallito Ciego en Cajamarca.
- Se terminó una etapa más de la Central Hidroeléctrica del Mantaro, en Huancavelica, que es la principal fuente generadora de energía eléctrica del Perú, produciendo cerca del 20% de toda la energía eléctrica generada en el país.
- Se inició la construcción de la Central Hidroeléctrica de Carhuaquero en Lambayeque.
- Se construyeron hospitales, postas sanitarias y colegios en todo el país.
- Se diseñó el Plan Nacional de Vivienda y el Plan Nacional de Agua Potable y Alcantarillado, ambos de carácter integral. Para desarrollar el primer plan se creó la Empresa Nacional de Edificaciones (ENACE), y para el segundo, el Servicio Nacional de Agua Potable y Alcantarillado (SENAPA).
- Se construyeron conjuntos habitacionales en varios lugares del Perú, principalmente en Lima, donde destacan: las Torres de San Borja, con 2405 viviendas; los Precursores, en Surco, para 921 familias; Marbella, en Magdalena, para 300 familias; Pachacámac, en el cono sur, para 4000; Limatambo, en el distrito de San Borja, para 2467; la Ciudad Satélite conjunto habitacional de Santa Rosa, en El Callao, para 4000, y Carlos Cueto Fernandini, en el Naranjal (hoy en el distrito de Los Olivos), para 2142.
- La adquisición de viviendas populares construidas por el gobierno se facilitó mediante una cómoda cuota inicial y una financiación con veinte años de plazo inclusive. Favoreció principalmente a los empleados públicos y a la clase media, que se beneficiaron con los préstamos que hacían los bancos de fomento, los bancos privados y las cooperativas de ahorro. Esta política benefició a 340.000 familias, o sea a 1.720.000 personas.
- Se creó el Consejo Nacional de Población, para investigar el crecimiento demográfico, y al mismo tiempo, elaborar una política nacional que tomara en cuenta los pareceres de los académicos, la Iglesia y las Fuerzas Armadas.
- Se creó el Consejo Nacional de Ciencia y Tecnología (CONCYTEC), creado para fomentar la investigación con miras a lograr progresos en la ciencia y ponernos a la vanguardia en adelanto tecnológico.
- Se construyeron puertos y aeropuertos.
- Se continuó la construcción de varios tramos de la Carretera Marginal de la Selva.

## Trayectoria posterior

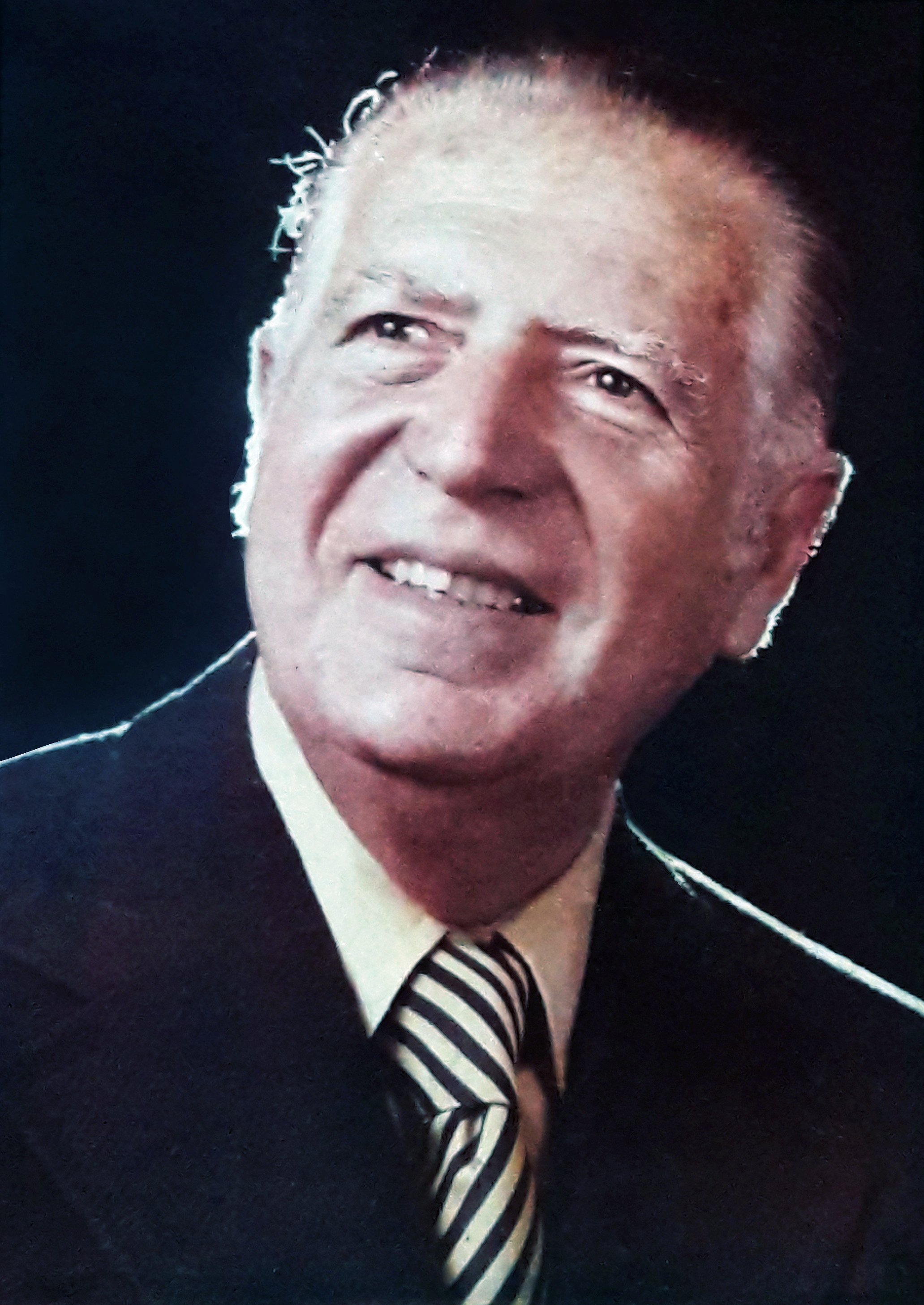
El expresidente Fernando Belaúnde Terry. Foto del año 1990.

### Senador vitalicio
La Constitución de 1979 disponía que los expresidentes eran senadores vitalicios. Belaunde asistió con cierta regularidad al Senado, tanto en los periodos 1985-1990 como en el de 1990-1992.

### Elecciones 1990
En las elecciones de 1990 participó, como líder de Acción Popular en la campaña del Frente Democrático (Frente Democrático), una conjunción de partidos políticos de orientación centro derechista moderada, liderado por el escritor Mario Vargas Llosa, el gran favorito de las elecciones de ese año, a quien se unió en su gran proyecto político de tendencia liberal, que implicaba ideas para una efectiva modernización política y económica del país y que fue sorpresivamente derrotado por el entonces desconocido candidato Alberto Fujimori, que llegó a la presidencia con el apoyo de políticos de izquierda y del APRA.
Durante la década de 1990, Belaúnde participó activamente como líder de Acción Popular, en la oposición al gobierno dictatorial de Fujimori.
En noviembre de 2000, con la estrepitosa salida de Fujimori del poder, Valentín Paniagua, miembro prominente de Acción Popular, pasó a ocupar la presidencia provisional del Perú hasta julio de 2001. A inicios de 2001, Belaúnde entregó la presidencia de Acción Popular a Valentín Paniagua. En junio de ese año, falleció su esposa, Violeta Correa.

## Escritos
Fernando Belaúnde, no solo dedicó tiempo a sus labores como arquitecto, catedrático o político, sino que logró a lo largo de su carrera escribir y publicar algunos libros reconocidos en el país. El primero de ellos lleva como título La Conquista del Perú por los peruanos, haciendo alusión al lema acciopopulista («El Perú como doctrina»). Fue publicado en 1959  y traducido al inglés en 1965.
En 1960 publicó Pueblo por pueblo, una especie de diario de trabajo, donde recopila los datos obtenidos de sus viajes al interior del país durante su campaña electoral de 1956. 
En 1967 publicó Carretera Marginal de la Selva, en la que detalla sobre una de sus obras más trascendentales como presidente del Perú.
Su libro autobiográfico se tituló Autoconquista del Perú.

## Fallecimiento

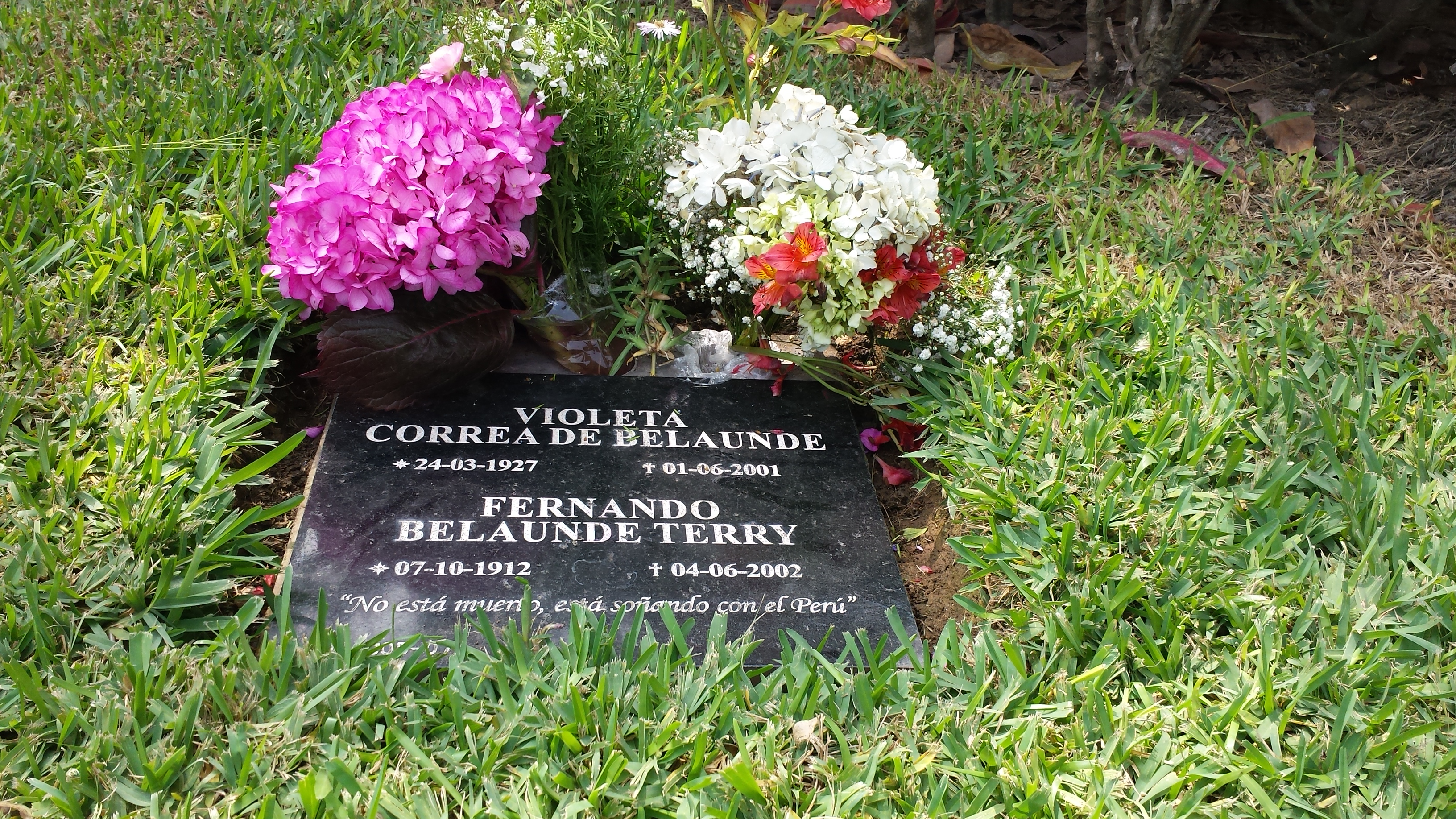
Tumba de Fernando Belaúnde Terry. Sus restos fueron sepultados en el parque Cementerio Campo Fe de Huachipa (Lima Este).

Falleció en Lima, el 4 de junio de 2002, a causa de un derrame cerebral. Un día antes había entrado en coma y once días atrás a causa de un derrame cerebral que superó inicialmente, había sido internado en el Instituto Nacional de Enfermedades Neoplásicas, donde falleció. Durante su estancia en el INEN sufrió diversos problemas respiratorios, somnolencia y la parálisis del costado izquierdo de su cuerpo
Su entierro fue multitudinario: el gobierno del presidente Alejandro Toledo le rindió honores de Estado, ceremonia que contó con la presencia de destacados personajes de la política peruana, entre ellos, el expresidente Valentín Paniagua, su sucesor en la presidencia del Partido Acción Popular. Sus restos fueron sepultados al lado de su esposa Violeta Correa Miller, en el parque Cementerio Campo Fe de Huachipa, al este de Lima.
Fernando Belaúnde Terry ha pasado a la historia como un presidente honesto y respetuoso de las instituciones nacionales como lo reconocieron inclusive sus adversarios políticos. Sobre todo su segundo gobierno con mano blanda que el terrorismo destruya el país, por cuanto los catalogó de simples "abigeos", gracias a ello, los terroristas fueron empoderados durante su débil gobierno. Las razones que confirmarían esta aseveración es que falleció sin haber afrontado un solo juicio por corrupción durante sus dos gobiernos no consecutivos; asimismo, sus ingresos y patrimonio personal se mantuvieron sin alteraciones al terminar sus dos mandatos y durante el tiempo que duró su retiro de la política. A causa de eso, fue reconocido póstumamente con el Gran Collar de la Democracia.
La OEA le dedicó un homenaje a Belaúnde.

## Centenario
En octubre de 2012 se conmemoró los cien años del nacimiento de Fernando Belaúnde. Con tal motivo, se realizaron diversos actos en todo el país. El Congreso de la República del Perú conformó la Comisión Especial Multipartidaria de los Actos Conmemorativos del Centenario del Natalicio del expresidente Fernando Belaúnde Terry. De igual modo, la Universidad San Ignacio de Loyola constituyó la comisión especial por el Centenario del natalicio del arquitecto Fernando Belaúnde Terry.

## Árbol genealógico
|  |                                                       |  |  |  |  |  |  |  |  |  |  |  |  |  |  |  |
|  | 16. Francisco Javier de Belaúnde y López de la Huerta |  |  |  |  |  |  |  |  |  |  |  |  |  |  |  |
|  |                                                       |  |  |  |  |  |  |  |  |  |  |  |  |  |  |  |
|  |                                                       |  |  |  |  |  |  |  |  |  |  |  |  |  |  |  |
|  | 8. Mariano Javier de Belaúnde y de Zúñiga             |  |  |  |  |  |  |  |  |  |  |  |  |  |  |  |
|  |                                                       |  |  |  |  |  |  |  |  |  |  |  |  |  |  |  |
|  |                                                       |  |  |  |  |  |  |  |  |  |  |  |  |  |  |  |
|  | 17. María Carolina de Zúñiga y Castro-Viejo de Rivero |  |  |  |  |  |  |  |  |  |  |  |  |  |  |  |
|  |                                                       |  |  |  |  |  |  |  |  |  |  |  |  |  |  |  |
|  |                                                       |  |  |  |  |  |  |  |  |  |  |  |  |  |  |  |
|  | 4. Mariano Andrés de Belaúnde y la Torre              |  |  |  |  |  |  |  |  |  |  |  |  |  |  |  |
|  |                                                       |  |  |  |  |  |  |  |  |  |  |  |  |  |  |  |
|  |                                                       |  |  |  |  |  |  |  |  |  |  |  |  |  |  |  |
|  | 18. Felipe Antonio de la Torre y Campos               |  |  |  |  |  |  |  |  |  |  |  |  |  |  |  |
|  |                                                       |  |  |  |  |  |  |  |  |  |  |  |  |  |  |  |
|  |                                                       |  |  |  |  |  |  |  |  |  |  |  |  |  |  |  |
|  | 9. Margarita de la Torre y Luna-Pizarro               |  |  |  |  |  |  |  |  |  |  |  |  |  |  |  |
|  |                                                       |  |  |  |  |  |  |  |  |  |  |  |  |  |  |  |
|  |                                                       |  |  |  |  |  |  |  |  |  |  |  |  |  |  |  |
|  | 19. Bárbara Josefa de Luna-Pizarro y Pacheco          |  |  |  |  |  |  |  |  |  |  |  |  |  |  |  |
|  |                                                       |  |  |  |  |  |  |  |  |  |  |  |  |  |  |  |
|  |                                                       |  |  |  |  |  |  |  |  |  |  |  |  |  |  |  |
|  | 2. Rafael Belaúnde Diez-Canseco                       |  |  |  |  |  |  |  |  |  |  |  |  |  |  |  |
|  |                                                       |  |  |  |  |  |  |  |  |  |  |  |  |  |  |  |
|  |                                                       |  |  |  |  |  |  |  |  |  |  |  |  |  |  |  |
|  | 20. Manuel Joseph Diez-Canseco y Nieto                |  |  |  |  |  |  |  |  |  |  |  |  |  |  |  |
|  |                                                       |  |  |  |  |  |  |  |  |  |  |  |  |  |  |  |
|  |                                                       |  |  |  |  |  |  |  |  |  |  |  |  |  |  |  |
|  | 10. Pedro Diez-Canseco y Corbacho                     |  |  |  |  |  |  |  |  |  |  |  |  |  |  |  |
|  |                                                       |  |  |  |  |  |  |  |  |  |  |  |  |  |  |  |
|  |                                                       |  |  |  |  |  |  |  |  |  |  |  |  |  |  |  |
|  | 21. María de las Mercedes Sánchez-Corbacho y Abril    |  |  |  |  |  |  |  |  |  |  |  |  |  |  |  |
|  |                                                       |  |  |  |  |  |  |  |  |  |  |  |  |  |  |  |
|  |                                                       |  |  |  |  |  |  |  |  |  |  |  |  |  |  |  |
|  | 5. Mercedes Diez-Canseco y Vargas                     |  |  |  |  |  |  |  |  |  |  |  |  |  |  |  |
|  |                                                       |  |  |  |  |  |  |  |  |  |  |  |  |  |  |  |
|  |                                                       |  |  |  |  |  |  |  |  |  |  |  |  |  |  |  |
|  | 22. Juan Manuel Vargas                                |  |  |  |  |  |  |  |  |  |  |  |  |  |  |  |
|  |                                                       |  |  |  |  |  |  |  |  |  |  |  |  |  |  |  |
|  |                                                       |  |  |  |  |  |  |  |  |  |  |  |  |  |  |  |
|  | 11. Francisca Javiera Vargas Maldonado                |  |  |  |  |  |  |  |  |  |  |  |  |  |  |  |
|  |                                                       |  |  |  |  |  |  |  |  |  |  |  |  |  |  |  |
|  |                                                       |  |  |  |  |  |  |  |  |  |  |  |  |  |  |  |
|  | 23. María Gertrudis Maldonado                         |  |  |  |  |  |  |  |  |  |  |  |  |  |  |  |
|  |                                                       |  |  |  |  |  |  |  |  |  |  |  |  |  |  |  |
|  |                                                       |  |  |  |  |  |  |  |  |  |  |  |  |  |  |  |
|  | 1. Fernando Belaúnde Terry                            |  |  |  |  |  |  |  |  |  |  |  |  |  |  |  |
|  |                                                       |  |  |  |  |  |  |  |  |  |  |  |  |  |  |  |
|  |                                                       |  |  |  |  |  |  |  |  |  |  |  |  |  |  |  |
|  | 24. José Antonio Terry Adriano y Álvarez Campana      |  |  |  |  |  |  |  |  |  |  |  |  |  |  |  |
|  |                                                       |  |  |  |  |  |  |  |  |  |  |  |  |  |  |  |
|  |                                                       |  |  |  |  |  |  |  |  |  |  |  |  |  |  |  |
|  | 12. Pedro Terry y Salazar                             |  |  |  |  |  |  |  |  |  |  |  |  |  |  |  |
|  |                                                       |  |  |  |  |  |  |  |  |  |  |  |  |  |  |  |
|  |                                                       |  |  |  |  |  |  |  |  |  |  |  |  |  |  |  |
|  | 25. Rosa de Salazar y Pardo de Figueroa               |  |  |  |  |  |  |  |  |  |  |  |  |  |  |  |
|  |                                                       |  |  |  |  |  |  |  |  |  |  |  |  |  |  |  |
|  |                                                       |  |  |  |  |  |  |  |  |  |  |  |  |  |  |  |
|  | 6. Teódorico Terry del Real                           |  |  |  |  |  |  |  |  |  |  |  |  |  |  |  |
|  |                                                       |  |  |  |  |  |  |  |  |  |  |  |  |  |  |  |
|  |                                                       |  |  |  |  |  |  |  |  |  |  |  |  |  |  |  |
|  | 26. Jacobo del Real                                   |  |  |  |  |  |  |  |  |  |  |  |  |  |  |  |
|  |                                                       |  |  |  |  |  |  |  |  |  |  |  |  |  |  |  |
|  |                                                       |  |  |  |  |  |  |  |  |  |  |  |  |  |  |  |
|  | 13. Jacoba del Real y Solar                           |  |  |  |  |  |  |  |  |  |  |  |  |  |  |  |
|  |                                                       |  |  |  |  |  |  |  |  |  |  |  |  |  |  |  |
|  |                                                       |  |  |  |  |  |  |  |  |  |  |  |  |  |  |  |
|  | 27. Teresa Solar                                      |  |  |  |  |  |  |  |  |  |  |  |  |  |  |  |
|  |                                                       |  |  |  |  |  |  |  |  |  |  |  |  |  |  |  |
|  |                                                       |  |  |  |  |  |  |  |  |  |  |  |  |  |  |  |
|  | 3. Lucila Terry y García                              |  |  |  |  |  |  |  |  |  |  |  |  |  |  |  |
|  |                                                       |  |  |  |  |  |  |  |  |  |  |  |  |  |  |  |
|  |                                                       |  |  |  |  |  |  |  |  |  |  |  |  |  |  |  |
|  | 28. José Ciriaco García de Rivero                     |  |  |  |  |  |  |  |  |  |  |  |  |  |  |  |
|  |                                                       |  |  |  |  |  |  |  |  |  |  |  |  |  |  |  |
|  |                                                       |  |  |  |  |  |  |  |  |  |  |  |  |  |  |  |
|  | 14. Manuel García Pacheco                             |  |  |  |  |  |  |  |  |  |  |  |  |  |  |  |
|  |                                                       |  |  |  |  |  |  |  |  |  |  |  |  |  |  |  |
|  |                                                       |  |  |  |  |  |  |  |  |  |  |  |  |  |  |  |
|  | 29. Ángela Vásquez de la Rocha                        |  |  |  |  |  |  |  |  |  |  |  |  |  |  |  |
|  |                                                       |  |  |  |  |  |  |  |  |  |  |  |  |  |  |  |
|  |                                                       |  |  |  |  |  |  |  |  |  |  |  |  |  |  |  |
|  | 7. Jesús García Pacheco y Vásquez de Oricáin          |  |  |  |  |  |  |  |  |  |  |  |  |  |  |  |
|  |                                                       |  |  |  |  |  |  |  |  |  |  |  |  |  |  |  |
|  |                                                       |  |  |  |  |  |  |  |  |  |  |  |  |  |  |  |
|  | 30. José Gil Vásquez de la Parra y Rocha              |  |  |  |  |  |  |  |  |  |  |  |  |  |  |  |
|  |                                                       |  |  |  |  |  |  |  |  |  |  |  |  |  |  |  |
|  |                                                       |  |  |  |  |  |  |  |  |  |  |  |  |  |  |  |
|  | 15. Manuela Vásquez de Oricáin                        |  |  |  |  |  |  |  |  |  |  |  |  |  |  |  |
|  |                                                       |  |  |  |  |  |  |  |  |  |  |  |  |  |  |  |
|  |                                                       |  |  |  |  |  |  |  |  |  |  |  |  |  |  |  |
|  | 31. María Rosario de Oricáin y García-Rivero          |  |  |  |  |  |  |  |  |  |  |  |  |  |  |  |
|  |                                                       |  |  |  |  |  |  |  |  |  |  |  |  |  |  |  |
|  |                                                       |  |  |  |  |  |  |  |  |  |  |  |  |  |  |  |